# 杆叶蝉属
杆叶蝉属（学名：Hylica）是叶蝉科下的一个属。

## 下属物种
本属包括以下物种：
- 杆叶蝉 Hylica paradoxa Stål, 1863
- Hylica scutealba Tang & Zhang, 2018